# Général Schablikine
'Général Schablikine' est un cultivar de rosier thé obtenu en 1878 par le rosiériste de la Côte d'Azur Nabonnand. Il porte le nom du général Schablikine (1809-1888), ancien vice-gouverneur de Moscou de 1865 à 1874, qui passait des villégiatures sur la Côte d'Azur en famille. C'est un rosier populaire dans le monde entier.

## Description
Ce rosier thé présente un buisson  atteignant 150 cm de hauteur avec un feuillage sain et résistant aux maladies aux feuilles lustrées. Très florifère, il fleurit tôt dans la saison et il est très remontant jusqu'aux gelées,, même en hiver sur la Côte d'Azur, avec des fleurs parfumées de 7 cm de diamètre en moyenne. Leur coloris rose carminé teinté de nuances cuivrées en fait un sujet idéal pour les massifs et les fleurs à couper.
Cette variété supporte très bien les climats chauds. Ce rosier peut être palissé sur un mur bien exposé.
On peut l'admirer notamment à la roseraie du Val-de-Marne de L'Haÿ-les-Roses.